# Bücker Bü 180

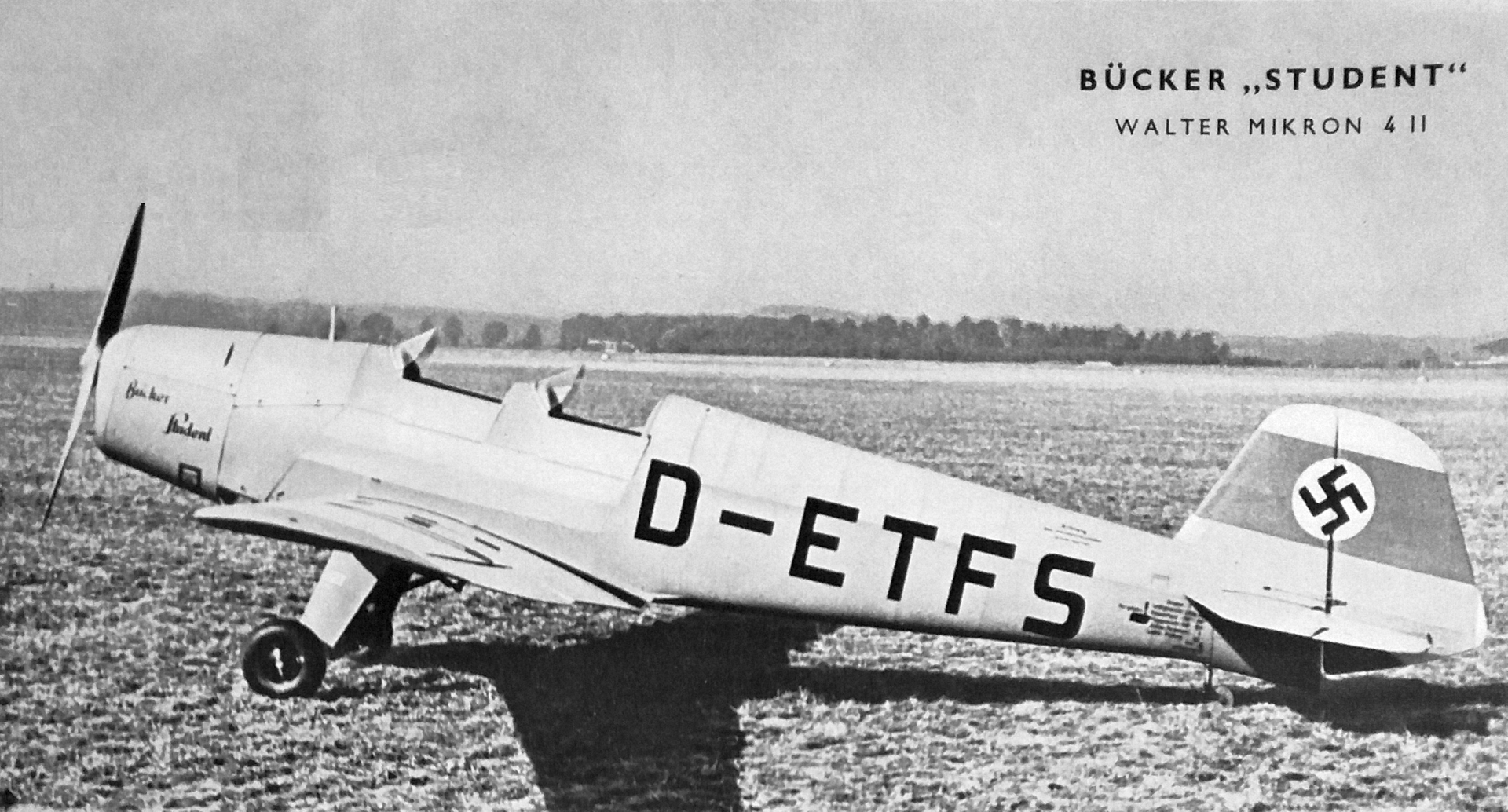
Bücker Bü 180 B mit Walter Mikron II

Die Bücker Bü 180 Student war ein ziviles deutsches Sport- und Anfängerschulflugzeug des Flugzeugherstellers Bücker Flugzeugbau.

## Geschichte
Entwickelt wurde das Flugzeug 1937 als sparsames Sport- und Anfängerschulflugzeug. Der Erstflug erfolgte im November 1937 durch Arthur Benitz. Bis zum Kriegsausbruch wurden insgesamt 25 Stück in Rangsdorf produziert. Eine kleine Anzahl wurde exportiert. Sämtliche zur Zeit des Zweiten Weltkrieges im Deutschen Reich gelisteten Bücker Bü 180 mussten – wie auch zahlreiche weitere zivile Sportflugzeuge – im Zuge der „Baumusterbereinigung“ vernichtet werden. Es existieren nur noch zwei Exemplare (Stand 2020).
Mit diesem Flugzeug wurde 1938 von Edgar Gotthold und Willy Ruge ein Transafrikaflug über 25.000 km geflogen sowie am 24. März 1939 von Werner Ahlfeld ein Geschwindigkeitsrekord über 1.000 km auf der Strecke Bremen–Schwessin–Bremen bei einer Durchschnittsgeschwindigkeit von 171,953 km/h aufgestellt. Am 5. Mai 1939 erreichte Josef Beier mit einem Student eine Gipfelhöhe von 7.400 m. Beim im August 1939 stattfindenden Damen-Zuverlässigkeitsflug belegten Liesel Bach und Beate Köstlin mit ihren Bü 180 die Plätze eins und drei.

## Konstruktion

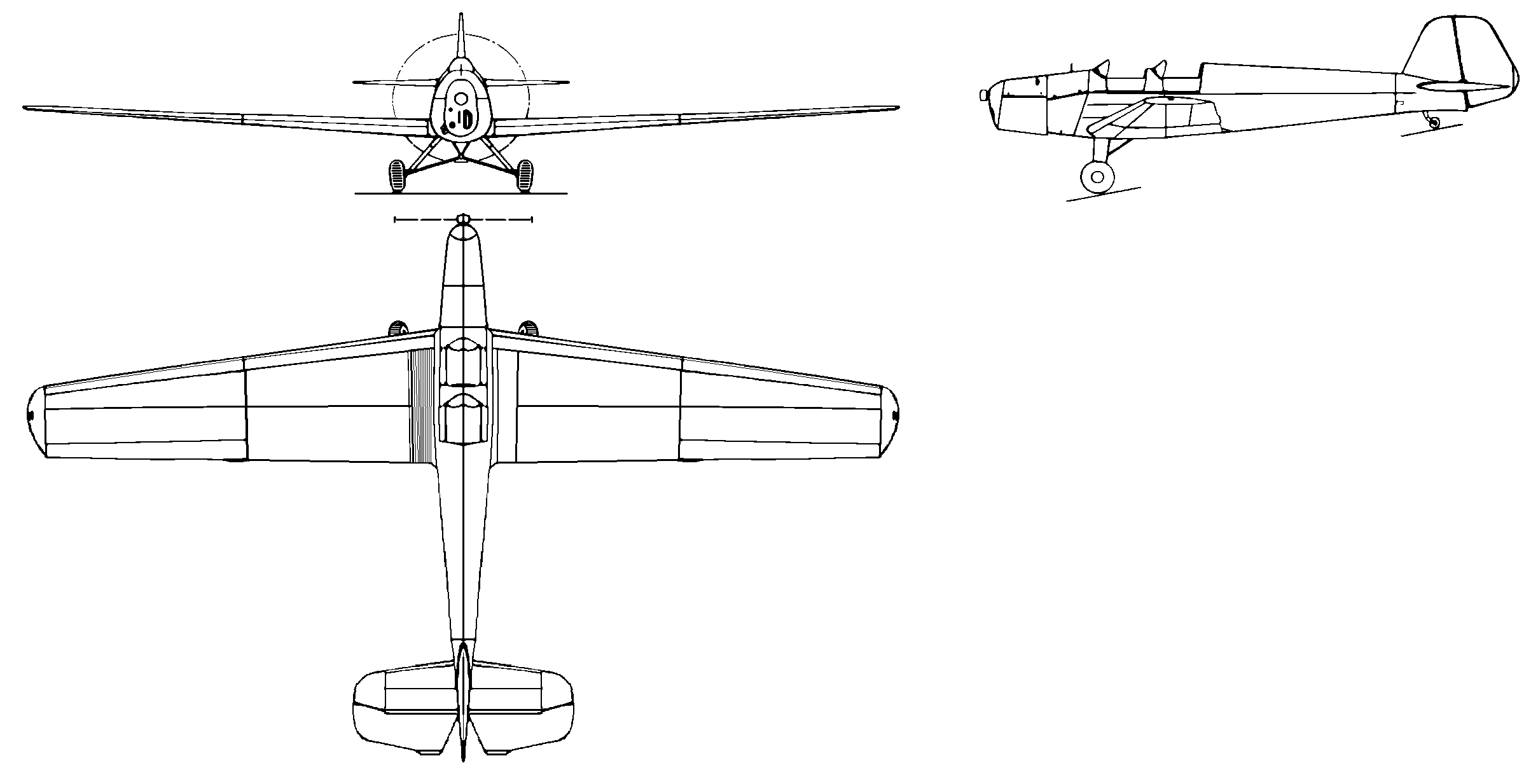
Dreiseitenansicht

Das Flugzeug wurde als freitragender Tiefdecker in Gemischtbauweise entwickelt. Mit der Bü 180 erprobte Bücker eine für ihn neue Bauweise. Statt des bewährten, stoffbespannten Stahlrohrgerüsts des Jungmann und Bestmann hatte sie ein stoffbespanntes Rumpfvorderteil aus einem geschweißten Stahlrohrfachwerk, dessen Oberseite mit Blech verkleidet war, und ein Sperrholzschalenheck. Die stoffbespannten Tragflächen waren in der üblichen Holzbauweise gefertigt. Die Flügelvorderkante hatte eine Pfeilung von 8°, während die Hinterkante fast gerade verlief. Als Fahrwerk wurde ein Normalfahrwerk verwendet. Das gefederte und ölgedämpfte Spornrad konnte entweder mit dem Seitenruder gekoppelt werden oder sich frei drehen. Motorisiert wurde die Maschine zu Anfang mit einem französischen Vierzylinder-Reihenmotor Train-4T mit 40 PS (29 kW), später mit einem Zündapp-9-092-Reihenmotor mit 50 PS (37 kW). Später (B-Version) kam noch der 60 PS (44 kW) starke tschechische Walter-Mikron-II-Motor dazu. Ein einzelner Prototyp (geplante C-Version) enthielt auch den 80 PS (59 kW) starken M-700-Motor. Die Besatzung saß hintereinander in offenen Sitzen. Eine Kabinenabdeckung war ebenfalls möglich.

## Technische Daten
| Kenngröße             | Daten der Bü 180 A                           |
| --------------------- | -------------------------------------------- |
| Besatzung             | 2                                            |
| Länge                 | 7,25 m                                       |
| Spannweite            | 11,50 m                                      |
| Höhe                  | 1,90 m                                       |
| Flügelfläche          | 15,00 m²                                     |
| Flügelstreckung       | 8,8                                          |
| Leermasse             | 310 kg                                       |
| Startmasse            | 540 kg                                       |
| Reisegeschwindigkeit  | 155 km/h                                     |
| Höchstgeschwindigkeit | 170 km/h                                     |
| Landegeschwindigkeit  | 65 km/h                                      |
| Dienstgipfelhöhe      | 4000 m                                       |
| Reichweite            | 650 km                                       |
| Triebwerk             | ein Zündapp 0-092 mit 50 PS (37 kW) Leistung |

## Erhaltene Exemplare

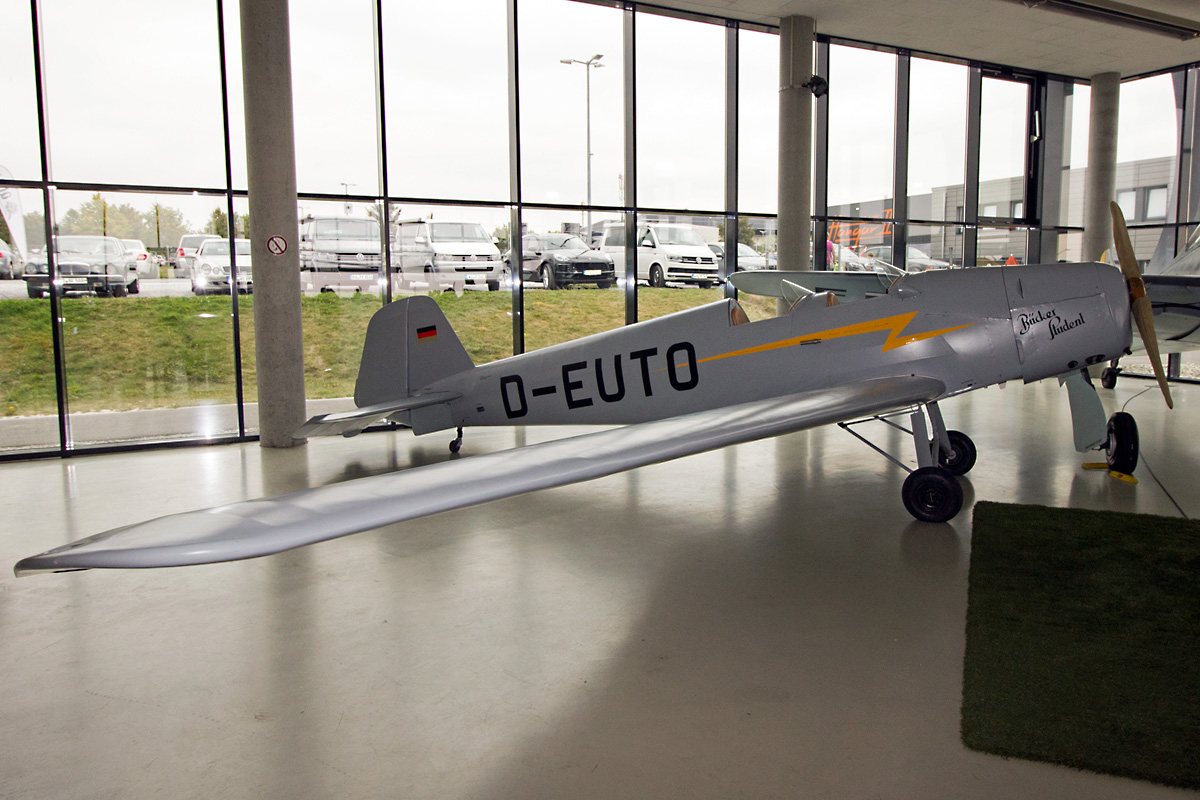
Bü 180 in Paderborn

Die Bü 180 B-1 mit der Werknummer 2106 ist im Jahr 1938 gebaut und in die Schweiz exportiert worden. Zunächst war sie in Locarno, danach in Sisseln und zuletzt in Eiken beheimatet. Ab 1971 wurden sie im Bücker-Studio in Göppingen ausgestellt. Später ging sie an das Deutsche Technikmuseum in Berlin.
Das zweite erhaltene Exemplar lief 1939 mit der Werknummer 2115 vom Band und war ebenfalls in die Schweiz geliefert worden. Dort wurde sie zunächst als HB-UTO zugelassen. Zwischen 1945 und 1947 flog sie bei der Firma Dornier in Altenrhein am Bodensee sogar mit Schwimmern. Nach einigen weiteren Schweizer Stationen kam sie 1969 nach Deutschland, wo die Student kurzzeitig als D-EFTO registriert wurde. Danach wurde sie zunächst konserviert und eingelagert. Kurz vor der Jahrtausendwende wurde mit der Restaurierung begonnen. Die bei Eichelsdörfer wieder flugfähig restaurierte Bü 180 wurde Anfang 2016 an den Oldtimerclub Quax-Flieger in Paderborn verkauft und dort unter dem Kennzeichen D-EUTO zugelassen. Sie wurde am 5. März 2016 auf den Namen des Erstbesitzers „Franz Herrmann“ getauft und der Öffentlichkeit feierlich vorgestellt. Seit dem 5. August 2020 fliegt das Flugzeug wieder.